# Чернещинська сільська рада (Борівський район)
Черне́щинська сільська́ ра́да — адміністративно-територіальна одиниця та орган місцевого самоврядування в Борівському районі Харківської області. Адміністративний центр — село Чернещина.

## Загальні відомості
- Чернещинська сільська рада утворена 9 грудня 1992 року.
- Територія ради: 41,866 км²
- Населення ради: 781 особа (станом на 2001 рік)

## Населені пункти
Сільській раді підпорядковані населені пункти:
- с. Чернещина
- с. Новосергіївка
- с. Степове

## Склад ради
Рада складається з 14 депутатів та голови.
- Голова ради: Вразовська Світлана Анатоліївна
- Секретар ради: Павленко Ірина Іванівна

### Керівний склад попередніх скликань
| Прізвище, ім'я, по батькові     | Основні відомості                                                         | Дата обрання | Дата звільнення |
| ------------------------------- | ------------------------------------------------------------------------- | ------------ | --------------- |
| Вразовська Світлана Анатоліївна | Сільський голова, 1975 року народження, освіта вища, позапартійна         | 26.03.2006   | 31.10.2010      |
| Вразовська Світлана Анатоліївна | Сільський голова, 1975 року народження, освіта вища, член Партії регіонів | 31.10.2010   |                 |

Примітка: таблиця складена за даними сайту Верховної Ради України

### Депутати
За результатами місцевих виборів 2010 року депутатами ради стали:

#### За суб'єктами висування
| Суб'єкт висування                                       | Кількість обраних депутатів | %    |
| ------------------------------------------------------- | --------------------------- | ---- |
| Партія регіонів                                         | 9                           | 64,3 |
| Політична партія Всеукраїнське об'єднання «Батьківщина» | 4                           | 28,6 |
| Самовисування                                           | 1                           | 7,1  |

#### За округами
| № округу                                                | Прізвище, ім'я, по батькові      | Дата визнання обраним | Освіта  | Партійна приналежність                        | Відомості про обраного депутата                                 |
| ------------------------------------------------------- | -------------------------------- | --------------------- | ------- | --------------------------------------------- | --------------------------------------------------------------- |
| Партія регіонів                                         |                                  |                       |         |                                               |                                                                 |
| 1                                                       | Чіркова Любов Іванівна           | 14.11.2010            | середня | член Партії регіонів                          | пенсіонер                                                       |
| 2                                                       | Удод Ольга Павлівна              | 01.11.2010            | середня | член Партії регіонів                          | СТОВ АФ «Новий шлях», бухгалтер                                 |
| 4                                                       | Сироватський Артем Вадимович     | 01.11.2010            | вища    | член Партії регіонів                          | СТОВ АФ «Новий шлях», зоотехнік                                 |
| 5                                                       | Забийворота Вікторія Анатоліївна | 01.11.2010            | середня | член Партії регіонів                          | СВГ «Вікторія», голова                                          |
| 6                                                       | Грабар Юрій Миколайович          | 01.11.2010            | вища    | член Партії регіонів                          | СТОВ АФ «Новий шлях», заступник начальника автомобільного парку |
| 7                                                       | Забийворота Анатолій Васильович  | 01.11.2010            | середня | член Партії регіонів                          | ФГ"Вікторія", голова                                            |
| 9                                                       | Павленко Віталій Геннадійович    | 01.11.2010            | середня | член Партії регіонів                          | СТОВ АФ «Новий шлях», головний інженер                          |
| 10                                                      | Павленко Ірина Іванівна          | 01.11.2010            | середня | член Партії регіонів                          | Чернещанська амбулаторія, медична сестра                        |
| 11                                                      | Северін Олександр Миколайович    | 01.11.2010            | середня | член Партії регіонів                          | СТОВ АФ «Новий шлях», комірник                                  |
| Політична партія Всеукраїнське об'єднання «Батьківщина» |                                  |                       |         |                                               |                                                                 |
| 8                                                       | Северин Світлана Сергіївна       | 01.11.2010            | вища    | член Всеукраїнського об'єднання «Батьківщина» | тимчасово не працює                                             |
| 12                                                      | Северин Станіслав Сергійович     | 01.11.2010            | вища    | член Всеукраїнського об'єднання «Батьківщина» | тимчасово не працює                                             |
| 13                                                      | Медак Людмила Миколаївна         | 01.11.2010            | вища    | член Всеукраїнського об'єднання «Батьківщина» | тимчасово не працює                                             |
| 14                                                      | Матюшенко Валентина Миколаївна   | 01.11.2010            | вища    | член Всеукраїнського об'єднання «Батьківщина» | Чернещинський навчально-виховний комплекс, техпрацівник         |
| Самовисування                                           |                                  |                       |         |                                               |                                                                 |
| 3                                                       | Солодовнік Наталія Миколаївна    | 01.11.2010            | вища    | позапартійна                                  | СВГ «Вікторія», продавець                                       |